# Lord Alfred Douglas
  Lord Alfred Douglas  (anglès: Alfred Bruce Douglas)  (Worcestershire, 22 d'octubre de 1870 - Lancing, 20 de març de 1945), amb el pseudònim de Bosie, va ser un escriptor, poeta i traductor anglès, més conegut per haver estat l'amic i amant de l'escriptor Oscar Wilde. La major part de la seva poesia primerenca era de tema uranià (Uranian), tanmateix, més tard i al llarg de la seva vida va intentar distanciar-se de la influència de Wilde i del seu paper com a poeta uranià.

## Biografia

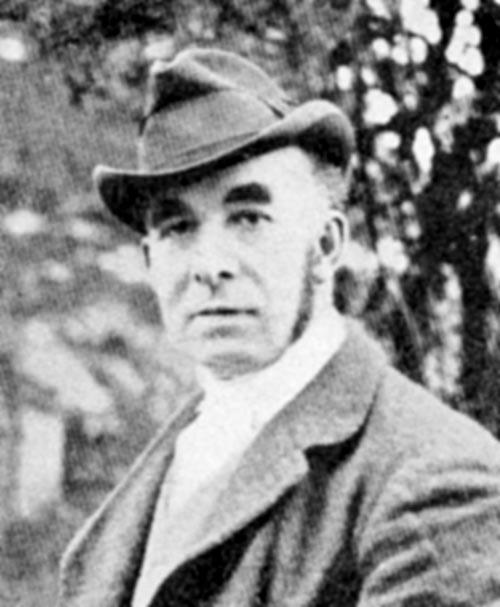
John Douglas, 9è Marquès de Queensberry

Douglas va néixer a Ham Hill House a Powick, Worcestershire, era fill de John Douglas, 9è marquès de Queensberry i de la seva primera esposa, Sibyl née Montgomery. Era el fill favorit de la sevamare qui li deia afectuosament Bosie (un derivat of Boysie). El Marquès es va casar amb l'Ethel Weeden al 1893 però el matrimoni fou anul·lat l'any següent.
Douglas va ser educat a Wixenford School, Winchester College (1884–88) i Magdalen College, Oxford (1889–93), on no es va arribar a graduar. A la Universitat d'Oxford, edità una revista, The Spirit Lamp (1892–3), una activitat que va fer que entrés en conflicte amb el seu pare que va durar molts anys. L'any 1893, Douglas va tenir un breu assumpte amb George Ives.

## Relacions amb Wilde

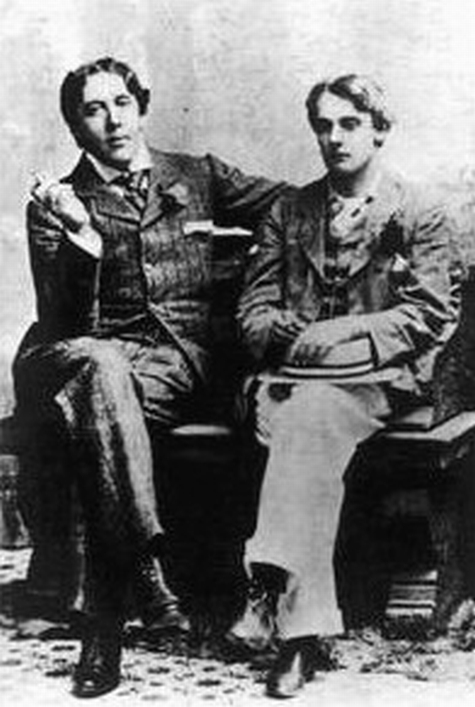
Oscar Wilde (a l'esquerra) i Douglas el 1893

El 1891, Douglas es va trobar amb Oscar Wilde; malgrat que aquest últim estava casat i tenia dos fills, ells dos van tenir aviat relacions amoroses. L'any 1894, es va publicar una novel·la de Robert Hichens anomenada The Green Carnation (el clavell verd) i es va dir que era un tipus de novel·la roman à clef basada en les relacions entre Wilde i Douglas, aquests podria haver estat un dels textos usats contra Wilde durant els seus judicis de l'any 1895.
Douglas, havia estat descrit com malcriat (spoiled), imprudent (reckless), insolent i extravagant. Ell hauria gastat diners en nois i en jocs d'atzar i esperava Wilde per contribuir als seus gustos. Sovint discutien i trencaven, però sempre es reconciliaven.
Douglas havia elogiat l'obra de teatre de Wilde Salome en l'Oxford magazine, The Spirit Lamp, del qual n'era l'editor r (i l'utilitza com una forma encoberta d'obtenir l'acceptació de l'homosexualitat). Wilde originàriament havia escrit Salomé en francès i l'any 1893 va encarregar Douglas la traducció a l'anglès. El francès de Douglas era molt pobre i la seva traducció va ser molt criticada u passatge en concret: "On ne doit regarder que dans les miroirs" ("One should only look in mirrors"/Un només ha de mirar als miralls) va ser traduït com: "One must not look at mirrors"/No cal mirar als miralls. Douglas va afirmar que l'error es trobava ja en l'obra original de Wilde. Això va portar a un hiat en la relació entre tots dos i intercanviaren missives d'enuig entre ells implicant a l'editor John Lane i il·lustrador Aubrey Beardsley quan ells van criticar la tasca traductora de Douglas. Wilde va refer gran part de la traducció, però en un gest de reconciliació, suggerí que el nom de Douglas figurés com a traductor en la portada del llibre.
El pare d'Alfred, el Marquès de Queensberry, aviat sospità que aquella relació era quelcom més que una amistat. Va enviar el seu fill una carta amenaçant-lo de deixar de donar-li diners i després una segona carta amenaçant destruir-lo i acusant-lo de boig (crazy). A més el va amenaçar de fer un escàndol públic si continuava amb Wilde. Alfred envià el su pare una postal dient que el detestava i deixant clar que volia continuar al costat de Wilde.
Queensberry que ja havia perdut un fill per suïcidi en un cas d'homosexualitat, endegà una campanya per salvar el seu altre fill i va iniciar una persecució pública contra Wilde. De forma pública, Wilde havia estat extravagant, i les seves accions el va fer sospitós per a la gent fins i tot abans del judici.
Basant-se en les evidències presentades durant el cas judicial, Wilde va ser arrestat l'endemà i acusat d'haver comés el crim de sodomia i gran indecència entre homes, una vaga acusació que cobria tots els altres actes homosexuals a part de la sodomia.
Douglas havia escrit un poema anomenat Two Loves, el qual va ser usat contra Wilde en el judici, aquest poemaacaba amb la famosa línia referint-se a l'homosexualitat com: the love that dare not speak its name (l'amor que no gosa dir el seu nom). Wilde va fer una eloqüent però contraproduent explicació de la naturalesa d'aquest amor.
Wilde el 25 de maig de 1895 va ser sentenciat a dos anys de treballs forçats (hard labour), primer a lapresó Pentonville, després a Wandsworth, finalment a la famosa presó a Reading Gaol. Douglas va ser forçat a exiliar-se a Europa.
A la presó Wilde va escriure a Douglas una llarga carta crítica titulada De Profundis, no van permetre que l'enviés.
Douglas tornà a Anglaterra a final de 1898.

## Casament
Després de la mort de Wilde, Douglas establí amistat íntima amb Olive Eleanor Custance, una rica hereva i una poetessa. Es van casar el 4 de març de 1902 i el mateix any tingueren un fill, Raymond Wilfred Sholto Douglas. Douglas es va fer catòlic romà l'any 1911. Es van separar el 1913 (però mai es van divorciar), i van tornar a estar junts durant algun temps en la dècada de 1920 després que Olive també es va fer catòlica.

## Darrers anys
El 1920 Douglas va fundar una revista ferotgement antisemita, Plain English on recollia tòpics fraudulents com els Protocols de Sió.
Al llarg de la dècada de 1930 i fins a la seva mort, Douglas va mantenir correspondència amb molta gent, inclosos Marie Stopes i George Bernard Shaw. Anthony Wynn va escriure l'obra Bernard and Bosie: A Most Unlikely Friendship basada en les cartes entre Shaw i Douglas. Una de les últimes aparicions públiques de Douglas va ser la seva lectura feta a la Royal Society of Literature el 2 de setembre de 1943, titulades The Principles of Poetry, després publicada. Douglas atacà la poesia de T. S. Eliot, i la seva lectura va ser lloada per Arthur Quiller-Couch i Augustus John.

### Obres de poesia
- Poems (1896)
- Tails with a Twist 'by a Belgian Hare' (1898)
- The City of the Soul (1899)
- The Duke of Berwick (1899)
- The Placid Pug (1906)
- The Pongo Papers and the Duke of Berwick (1907)
- Sonnets (1909)
- The Collected Poems of Lord Alfred Douglas (1919)
- In Excelsis (1924)
- The Complete Poems of Lord Alfred Douglas (1928)
- Sonnets (1935)
- Lyrics (1935)
- The Sonnets of Lord Alfred Douglas (1943)

### No-ficció
- Oscar Wilde and Myself (1914) (ghost-written by T. W. H. Crosland[9])
- Foreword to New Preface to the 'Life and Confessions of Oscar Wilde' by Frank Harris (1925)
- Introduction to Songs of Cell by Horatio Bottomley (1928)
- The Autobiography of Lord Alfred Douglas (1929; 2nd ed. 1931)
- My Friendship with Oscar Wilde (1932; retitled American version of his memoir)
- The True History of Shakespeare's Sonnets (1933)
- Introduction to The Pantomime Man by Richard Middleton (1933)
- Preface to Bernard Shaw, Frank Harris, and Oscar Wilde by Robert Harborough Sherard (1937)
- Without Apology (1938)
- Preface to Oscar Wilde: A Play by Leslie Stokes and Sewell Stokes (1938)
- Introduction to Brighton Aquatints by John Piper (1939)
- Ireland and the War Against Hitler (1940)
- Oscar Wilde: A Summing Up (1940)
- Introduction to Oscar Wilde and the Yellow Nineties by Frances Winwar (1941)
- The Principles of Poetry (1943)
- Preface to Wartime Harvest by Marie Carmichael Stopes (1944)

## Al cinema
En la pel·lícula britànica de 1997 anomenada Wilde, el paper de Douglas el va fer Jude Law.